# Giulio Sanguineti
Giulio Sanguineti (ur. 20 lutego 1932 w Lavagna) – włoski duchowny rzymskokatolicki, w latach 1998–2007 biskup Brescii.

## Życiorys
Święcenia kapłańskie przyjął 29 maja 1955. 15 grudnia 1980 został mianowany biskupem Savony i Noli. Sakrę biskupią otrzymał 6 stycznia 1981. 7 grudnia 1989 objął rządy w diecezji La Spezia-Sarzana-Brugnato. 19 grudnia 1998 został mianowany biskupem Brescii. 19 lipca 2007 przeszedł na emeryturę.